# 奇斯塔亚波利亚纳农村居民点
奇斯塔亚波利亚纳农村居民点（俄语：Чистополянское сельское поселение）是俄罗斯联邦沃罗涅日州拉蒙区所属的一个农村居民点。其下辖有4个居民点，行政中心为奇斯塔亚波利亚纳。据2016年统计，该农村居民点的人口为564人。